# Światosław Gabuda
Światosław Piotrowicz Gabuda (ur. 23 kwietnia 1936 w Wołosatem, zm. 7 kwietnia 2015 w Nowosybirsku) – radziecko-rosyjski fizyk, profesor i doktor nauk fizycznych i matematycznych.

## Życiorys
Światosław Gabuda urodził się w 1936 r. w rodzinie greckokatolickiej (ojciec Gabudy był księdzem) w województwie lwowskim (II RP) we wsi Wołosate, leżacej obecnie w województwie podkarpackim.
Po zakończeniu studiów na Uniwersytecie Odeskim w 1958 r. rozpoczął pracę naukową w Krasnojarsku w Instytucie Fizyki Akademii Nauk ZSRR, którą zaproponował mu akademik ZSRR Leonid Kirenski, jeden z uznanych w ZSRR naukowców w dziedzinie magnetyzmu, założyciel i pierwszy dyrektor Instytutu Fizyki w Krasnojarsku.
Po pięciu latach pracy naukowej w Krasnojarsku Gabuda przedstawił jej wyniki na seminarium Piotra Kapicy w Moskwie w Instytucie Problemów Fizycznych AN ZSRR i otrzymał wysoką ocenę swojej pracy. W 1963 r. Gabuda obronił pracę doktorską Badania dynamiki molekuł wody w zeolitach metodą NMR. W 1970 r. obronił pracę habilitacyjną Badanie słabych oddziaływań w kryształach metodami NMR. W 1972 r. otrzymał tytuł profesora nauk fizycznych. Od 1970 r. do 2015 r. pracował w Nowosybirsku w Instytucie Chemii Nieorganicznej, najpierw jako kierownik Laboratorium Procesów Kinetycznych, a potem jako kierownik Laboratorium Radiospektroskopii.
Profesor Gabuda zmarł 7 kwietnia 2015 r. i został pochowany w Nowosybirsku.

## Działalność naukowa
Główne naukowe zainteresowania Gabudy były związane z badaniem struktury elektronowej, molekularnej ruchliwości jonowej, dynamiki procesów transportu elektronów oraz procesów magnetochemicznych fazy skondensowanej. Gabuda zaproponował nowe podejście do problemu obliczania widm NMR ciał stałych z molekularną i jonową ruchliwością.
Dalszy rozwój tego podejścia doprowadził do odkrycia nowego kierunku w spektroskopii NMR związanego z problemem układów heterostukturalnych takich jak wysoko porowate kryształy i minerały, metaloorganiczne sorbenty, biopolimery itd. Mając głęboką wiedzę z zakresu różnych właściwości sorbentów, Gabudzie udało się przekonać władze ZSRR o możliwości wykorzystania naturalnych zeolitów w pracach dotyczących likwidacji skutków awarii w Czarnobylu.
Jego, zawsze nowe i interesujące, pomysły znalazły zastosowanie i rozwijały się w różnych spółkach badawczych i przemysłowych Nowosybirska takich jak „Sekrety Krasoty” i „Sibir-Ceo”.
Badania natury wiązań chemicznych w związkach koordynacyjnych zajmowały specjalne miejsce w pracach Gabudy. Wyniki prac teoretycznych i eksperymentalnych nad rozwojem metod spektroskopii i struktury elektronowej, badania NMR różnych substancji i materiałów są zestawione w książkach opublikowanych w Rosji i za granicą.
Osiągnięcia naukowe Gabudy zostały uhonorowane nagrodą Państwową Nagrodą Federacji Rosyjskiej w zakresie Nauki i Technologii (wspólnie z grupą autorów) w 1995 r. za pracę „Radiospektroskopowe i Kwantowo-Chemiczne Metody Badań w Chemii Ciała Stałego ”.
Jego ostatnie badania, niestety niedokończone, były związane z problemem detekcji i wyjaśnienia mechanizmu molekularnego przejścia od stanu mieszaniny racemicznej ku chiralnie uporządkowanemu stanowi w ciałach stałych przy niskich temperaturach. Profesor przypuszczał, że niskotemperaturowe przejścia mogą być odpowiedzialne za powstanie żywych organizmów w przyrodzie.

## Działalność organizacyjna w nauce
Światosław Gabuda był jednym ze znanych specjalistów w ZSRR i Rosji w zakresie radiospektroskopii, fizyki i chemii ciała stałego. Jako jeden z pierwszych zastosował NMR w wielu dziedzinach fizyki i chemii ciała stałego. Był założycielem wielu grup badawczych w różnych rejonach ZSRR.
Gabuda był profesorem fizyki na Uniwersytecie Krasnojarskim i Uniwersytecie Nowosybirskim, brał aktywny udział jako ekspert w różnych projektach, był promotorem dużej ilości prac dyplomowych, magisterskich i doktorskich.
Dzięki swojej uniwersalnej wiedzy i obszernemu zakresowi zainteresowań był wybitnym popularyzatorem nauki. Współpracował z różnymi czasopismami i gazetami takimi jak „Nauka w Sybiry”, „ Nowa Gazeta” itd., był członkiem redakcji naukowych i popularnych książek; członkiem Międzynarodowego Komitetu „Alternative energy and ecology”, stałym recenzentem naukowych czasopism „Journal of Structural Chemistry” i „Journal Applied Magnetic Resonance”.

### Publikacje
1. Молекулы и невесомость Наука в Сибири, 1980, № 19.
2. Фазовые переходы и жизнь Наука в Сибирии, 1981, № 1.
3. Живой организм и распределение солей Наука в Сибири, 1981, № 22.
4. «Парадокс» медалиста Наука в Сибири, 1982. № 17.
5. Кристаллохимия водорода Наука в Сибири, 1983. № 37.
6. Активность и упорство Наука в Сибири, 1984, № 18.
7. Физика и химия опьянения Наука в Сибири, 1984, № 26.
8. Может ли машина воспроизводить себя? Наука в Сибири, 1986.
9. Виброны и сверхпроводимость Наука в Сибири, 1987.
10. Сенсация с бородой? Наука в Сибири, 1989, № 15.
11. Лето-94: лидерство в спартанском режиме Наука в Сибири, 1994, № 30.
12. Химия на пороге тысячелетия Наука в Сибири, 1995, № 21.
13. Радиоспектроскопия и квантовая химия Наука в Сибири, 1995, № 38.
14. Повелось с физиками бороться… Наука в Сибири, 1996, № 2.
15. Мгновенье летучее сделать зримым навеки…/ To make the flying twinkling stay forever  Наука в Сибири, 2000, № 2.
16. Термодинамика и неорганические материалы / Thermodynamics and inorganic materials  Наука в Сибири, 2001, № 46.
17. Жизнь с точки зрения химии / Life from the viewpoint of chemistry  Наука в Сибири, 2002, № 20.
18. Феноменология злокачественного новообразования / Phenomenology of malignant neoplasms  Наука в Сибири, 2004, № 22-23.
19. Что мешает России стать в ряд лидеров мирового прогресса?Полит.ru, 2006.
20. Нанотехнологии и косметика / Nanotechnologies and cosmetics  Наука в Сибири, 2008, № 22.
21. Мировой экономический кризис и фундаментальная наука / World economic crisis and fundamental science  Наука в Сибири, 2008, № 44.
22. Письмена на воде Новая газета, 2005, № 66.
23. Бюро ненаходок. Трудно развивать нанотехнологии там, где все решает чиновник Новая газета. Научно-популярное приложение "Кентавр", 2007, №2.
24. Фундаментальная наука и кризис общества Лебедь (независимый бостонский альманах), 2013, № 683.
25. Что ставить во главу угла? Советская Сибирь, 1983, 7 декабря, № 280.
26. Этот разноликий алкоголь… Советская Сибирь, 1985, 7 марта, № 57.
27. «Есть женщины в русских селеньях...» Советская Сибирь, 2007, 8 марта.
28. Настоящие нанотехнологии — это искусственная жизнь Вестник Электроники, 2005, № 4(12).
29. «Наперсточники» от псевдонауки /«Rascaldom» from pseudo-science  Наука в Сибири, 2003, № 3.
30. Чего добиваются борцы за сохранение зеленой зоны Академгородка? / What are the fighters for the preservation of the Academgorodok's green zone pressing for?  Наука в Сибири, 2006, № 44.
31. Российские нанотехнологии и косметика
32. Как реформировать взаимоотношения фундаментальной науки и общества? (корни научно-технологического кризиса новейшего времени)

## Monografie
- S. P. Gabuda, S. W. Zemskow. Nuclear magnetic resonance in complex compounds (Ed.: Prof. B. I. Peszczewicki). Science, Nowosybirsk, 1976.
- S. P. Gabuda, Ju. W. Gagarinskii, S.A. Poliszczuk. NMR in inorganic fluorides. The structure and chemical bonding. Atomizdat, Moskwa, 1978.
- S. P. Gabuda, A. F. Rżawin. NMR in crystalline and hydrated protein (Ed.: Prof. B. I. Peszczewicki). Science, Nowosybirsk, 1978.
- S. P. Gabuda. Bound water. Facts and hypotheses (Ed.: Prof. I. I. Jakowlew). Science, Nowosybirsk, 1982.
- S. P. Gabuda, A. G. Lundin. Internal mobility in solids (Ed.: Prof. E. I. Fiedin). Science, Nowosybirsk, 1986.
- S. P. Gabuda, R .N. Pletniew, M.A. Fiedotow. Nuclear magnetic resonance in Inorganic Chemistry (Ed.: Prof. V. A. Gubanow). Science, Moskwa, 1988.
- S. P. Gabuda, R. N. Pletniew. Application of NMR in solid state chemistry. Jekaterinburg, Publ. Jekaterinburg, 1996.
- A. A. Gaydash, V. G. Nikolaev, S. P. Gabuda. Structure of the myocardium, liver, kidney and physico-chemical properties of the bone under the influence of natural zeolites and fluoride Atlas electron mikroskopichesih photos, NMR spectra and Raman scattering. (Ed.: L. D. Zykowa). Krasnoyarsk State Medical Academy, Krasnojarsk, 2005.
- E. I. Jurieva, S. P. Gabuda, R. N. Pletniew. Quantum Chemistry and Nuclear Resonance Spectroscopy Data of Natural and Synthetic Nanotechnological Materials with nd-Metal Atoms Participations Progress in Quantum Chemistry Research. (Ed.: E. O. Hoffman). Nova Science Publishers, NY, 2007.
- S. P. Gabuda, S. G. Kozlowa. Lone pairs and chemical bonding in molecular and ionic crystals. (Ed.:Acad. W.M. Buznik). Rosyjska Akademia Nauk, Nowosybirsk, 2009.
- S. P. Gabuda, S. G. Kozlowa. NMR, Magnetic Behavior and Structural Effects of Spin-Orbit Interactions in PtF6 and in Related Octahedral Molecules and Fluorocomplexes. Rozdział w książce Handbook of Inorganic Chemistry Research Series: Chemistry Research and Applications. (Ed.: D. A.Morrison.) Nova Science Publishers, NY, 2010.